# Storbritanniens minister för Skottland
Storbritanniens minster för Skottland är en ministerpost i Storbritanniens regering. Den har funnits i flera olika omgångar sedan 1707. Den nuvarande ministern är Ian Murray, Labourpartiet, som tillträdde med Keir Starmers regering 5 juli 2024.